# Кулуар

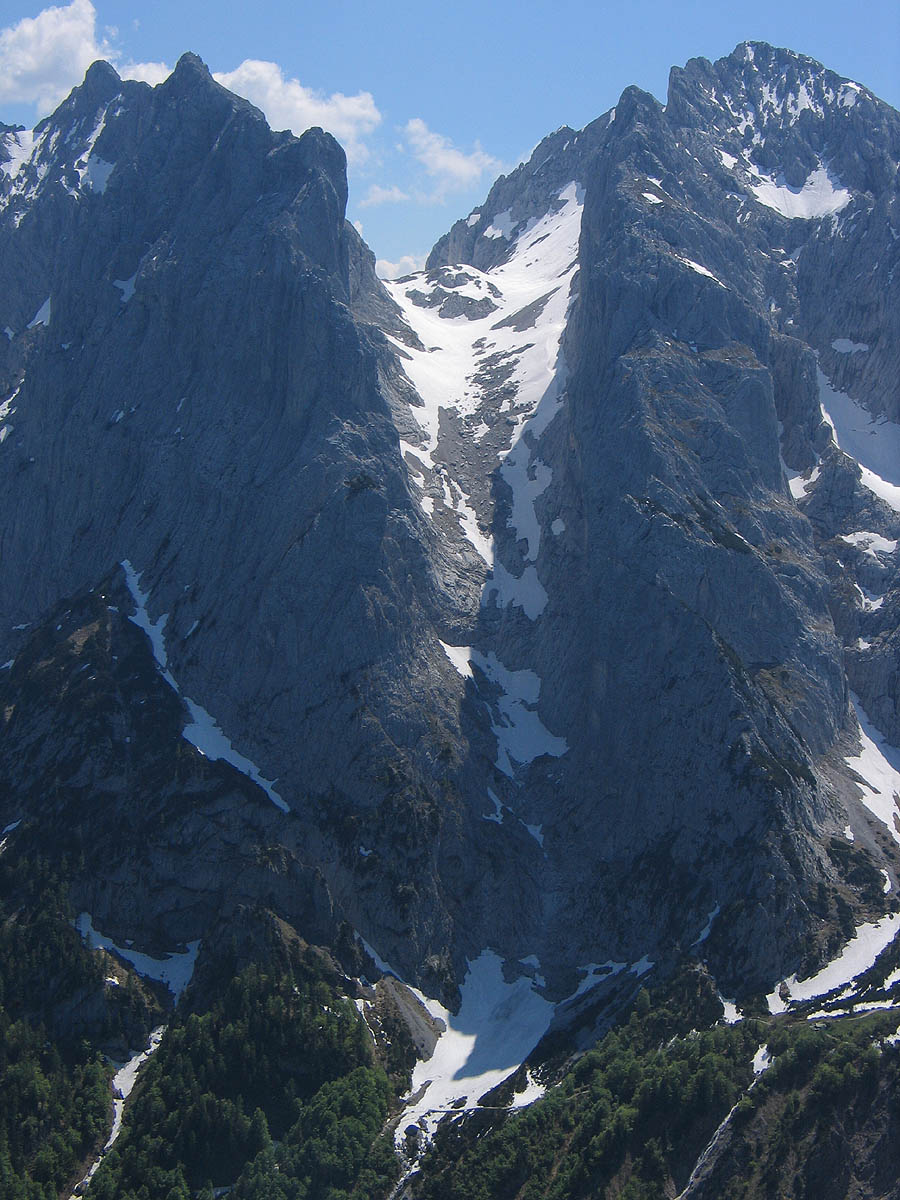
Кулуар Штайнерне-Рінне, вид з півночі, між вершинами Предіґтштуль (ліворуч) і Флайшбанк (праворуч); Кайзерські гори (Австрія).

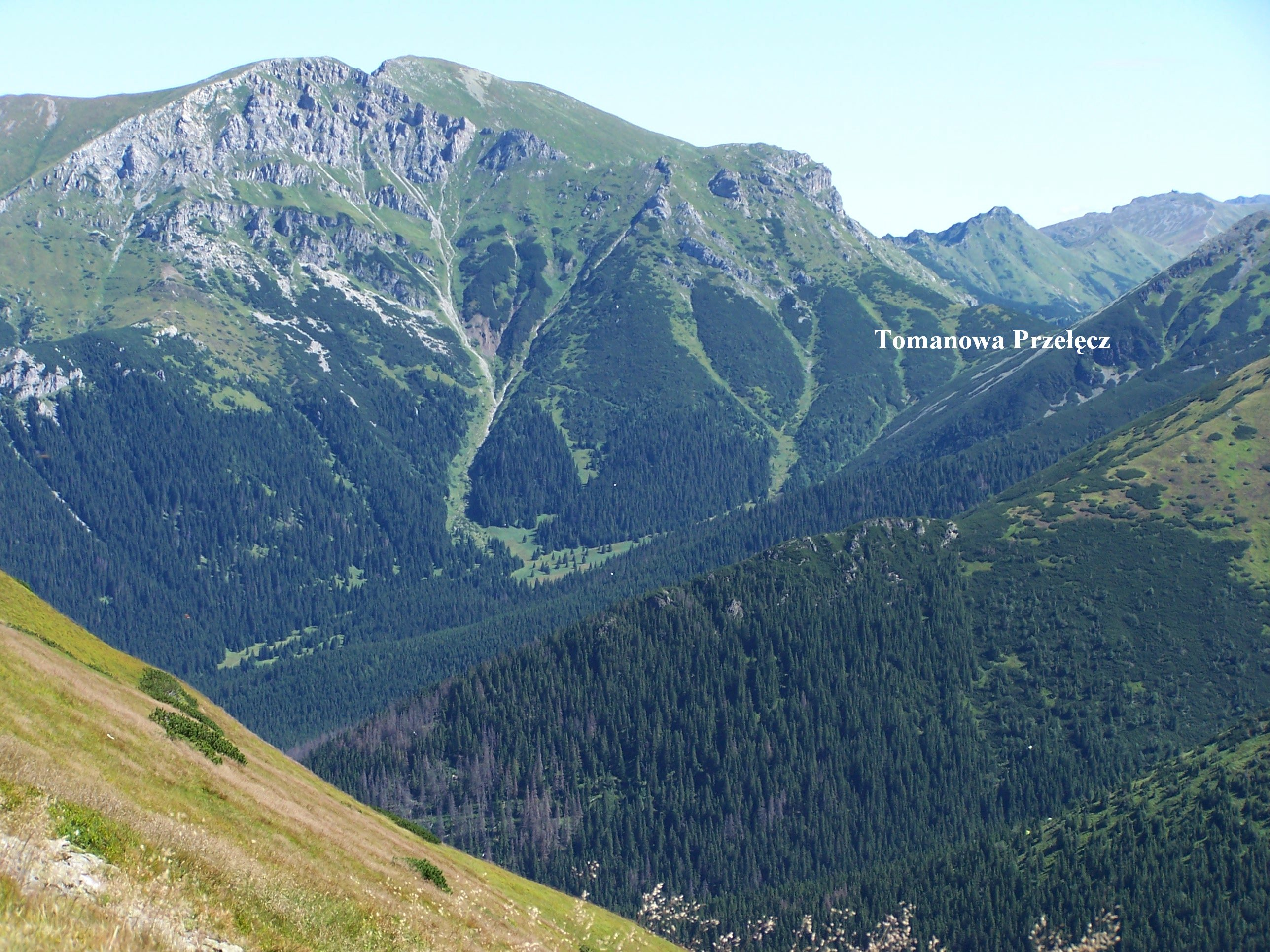
Червоний кулуар (Чемняк) у польських Західних Татрах

Кулуа́р (від фр. couloir — «прохід» або «коридор») — улоговина у схилі гори, спрямована вниз за напрямом течії води. Широка у верхній частині, звужується внизу.
Різновиди кулуарів:
- льодові — загладжені камінням і снігом, з щільним льодом.
- снігові — визначають шляхи скидання снігу, а отже, лавин.
- скельні — шляхи скидання води і каміння.

## Етимологія
Термін «кулуар» — це галліцизм, тобто запозичення з французької мови. Його поширення відбулося під впливом публікацій французькою й англійською мовами, причому в останньому випадку термін було перейнято з оригінальним французьким написанням іще ⅩⅨ століття.
В українській мові є визначення, які можуть приблизно виражати те саме поняття, що в першоджерелі, як-то яр, ущелина чи перевал, однак термін «кулуар» відноситься саме до високогірних районів. Українською можна також перекласти безпосередньо як прохід чи коридор.

## Геологія
Кулуар може бути ущелиною або вертикальною тріщиною з дуже крутими стінками крізь твердий гірський масив або у льодовику. Попри те, що кулуари часто обмежені прямовисними скельними стінами, вони також можуть бути менш чітко окресленими і часто є простим схилом або переривчастим осипищем, що тягнеться схилом гори в оточенні дерев або інших природних утворень. Кулуари значніші в зимові місяці, коли вони можуть заповнятися снігом і льодом, та стають пологішими, ніж у теплу пору, коли більша частина снігу і льоду може відступити. Ця фізична особливість робить використання кулуарів популярним як для альпінізму, так і для екстремального катання на лижах.

## Значення для зимового спорту
Якщо в Сполучених Штатах Америки такі особливості рельєфу не є поширеними на гірськолижних курортах, то в Європі вони значно поширеніші. Кулуари зазвичай вважаються позатрасовими маршрутами і тому не відзначаються на мапах гірськолижних схилів. Однак ісунють винятки:

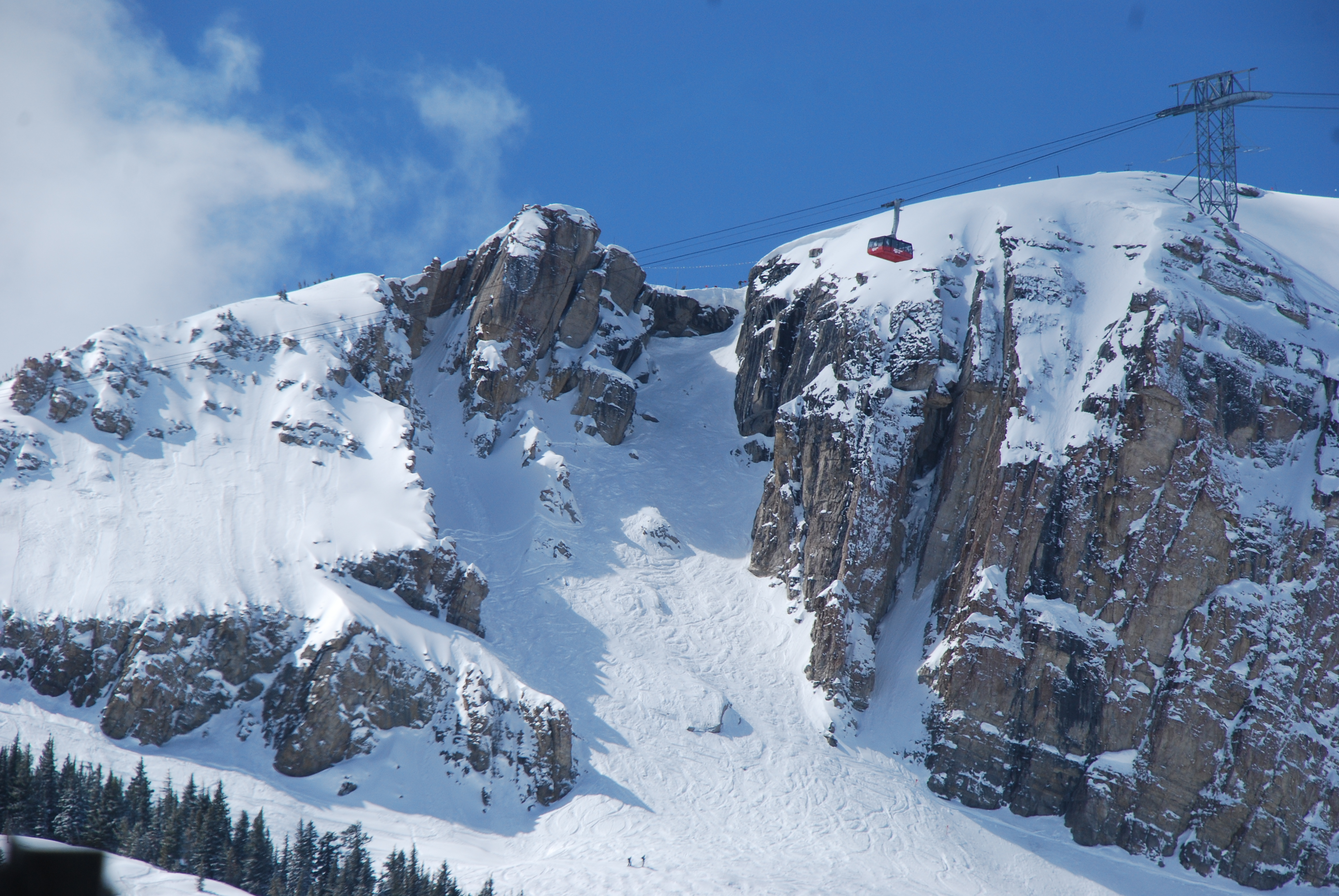
Кулуар Корбета (гірськолижна траса), Вайомінґ

- Великий кулуар (фр. Grand Couloir) у Куршавелі — неодноразово змінював класифікацію, але наразі класифікується як чорна траса за французькою класифікацією складності;
- Масив Масізо (фр. Macizo) хребта Монблан з численними відомими, знаменитими і часто відвідуваними кулуарами;
- Кулуар Ґервасутті (фр. Couloir Gervasutti);
- Кулуар Бреш-Муан-Нонн (фр. Brèche Moine-Nonne);
- Кулуар Шевальє (фр. Couloir Chevalier) гори Петіт-Еґюй-Верт, хребет Монблан;
- Кулуари Космік (фр. Couloirs Cosmiques);
- Кулуар Корбета[en] (англ. Corbet's Couloir) гірськолижного курорту «Джексон-Гоул»[en], штат Вайомінґ;
- Кулуар Ненсі (англ. Nancy's Couloir) гірськолижного курорту «Шуґар-Боул»[en], штат Каліфорнія;
- Кулуари гірськолижного курорту «Біґ-Скай»[en], штат Монтана;
  - Траса «Великий кулуар» (англ. Big Couloir) з кутом в 50 градусів і протяжністю близько 300 метрів є однією з найскладніших трас у США;
  - «Малий кулуар» (англ. Little Couloir), менш відома траса, розташована поряд з Великим кулуаром, із іще крутішим ухилом від 55 до 60 градусів та входом під кутом близько 59 градусів.
- Кулуар Экстрим (англ. Couloir Extreme) на горі Блеккомб-Пік[en], курорт Вістлер, провінція Британська Колумбія;
- / Кулуар Нортона (англ. Norton Couloir), також Великий кулуар, на Північній стіні[en] гори Джомолунґма (Еверест). 2001 року першим цією трасою спустився французький сноубордист Марко Сіффреді[en].